# 衣類乾燥機

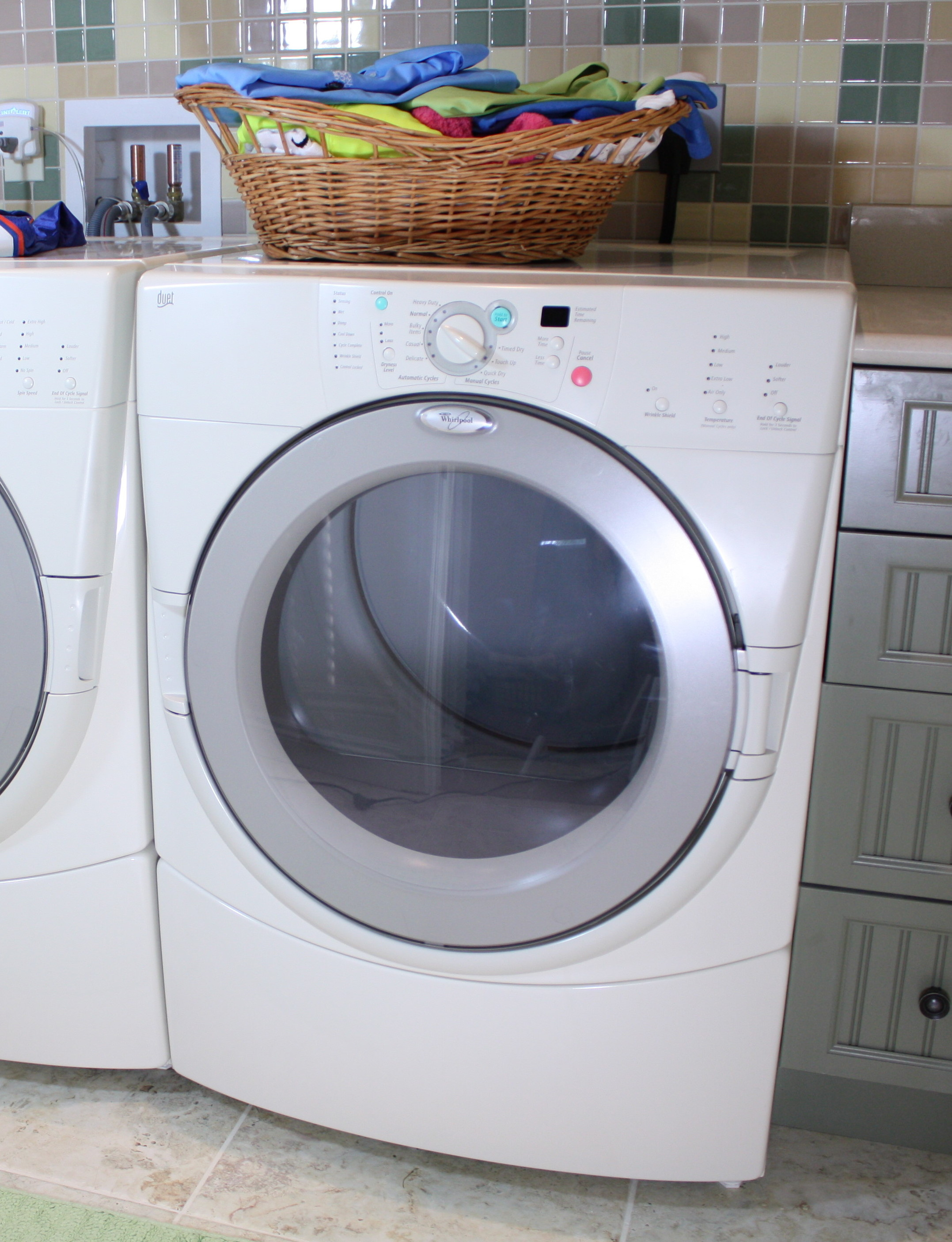
衣類乾燥機（米・ワールプール製）

衣類乾燥機（）は、洗濯を終えたあとの水分を含んだ状態の衣類を乾かす乾燥機。

## 機能・構造

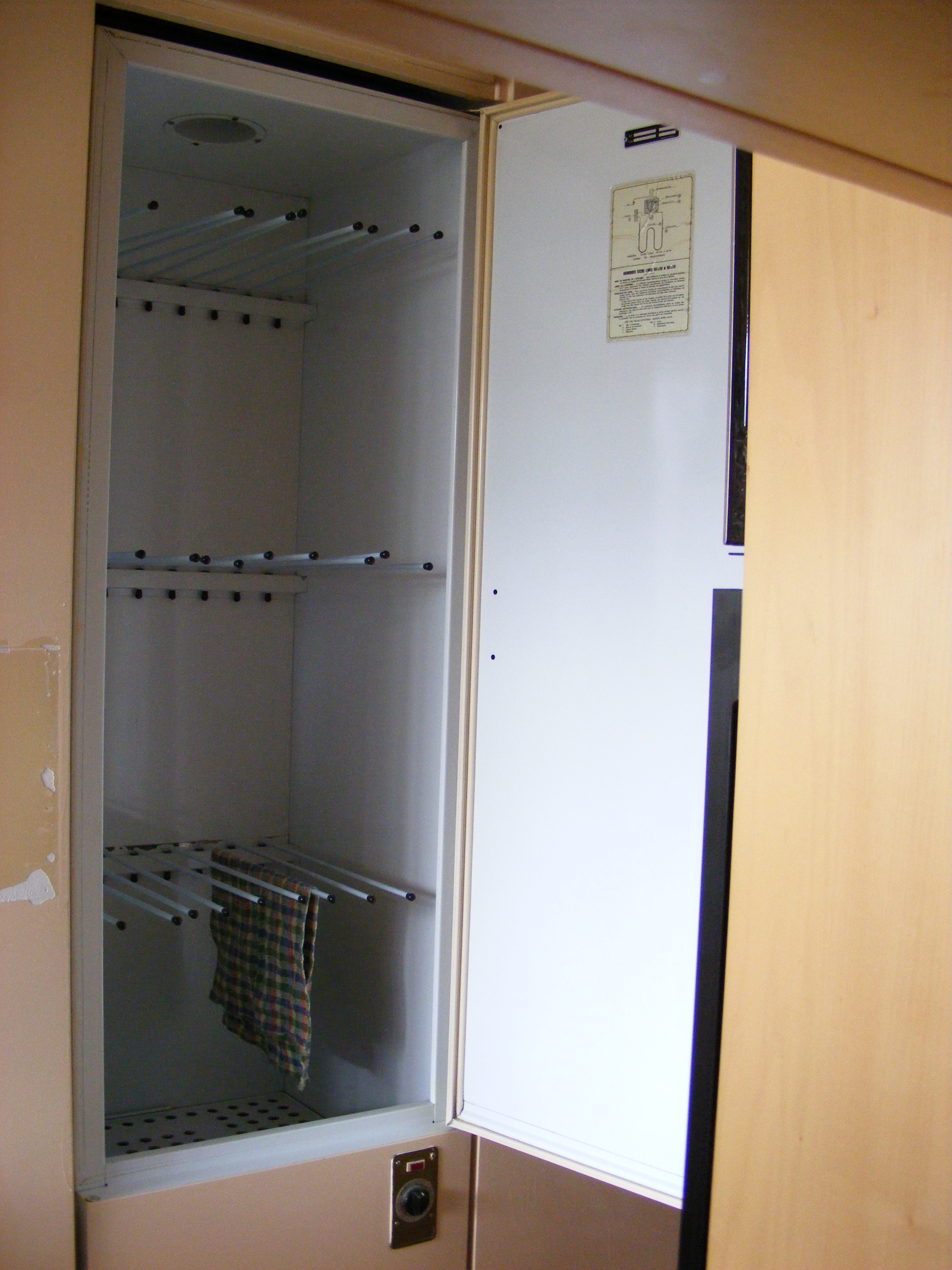
吊り下げ式乾燥機
日本では1969年にこうした吊り下げタイプのものが発売されたが、北陸などを除いて需要は伸びなかった。

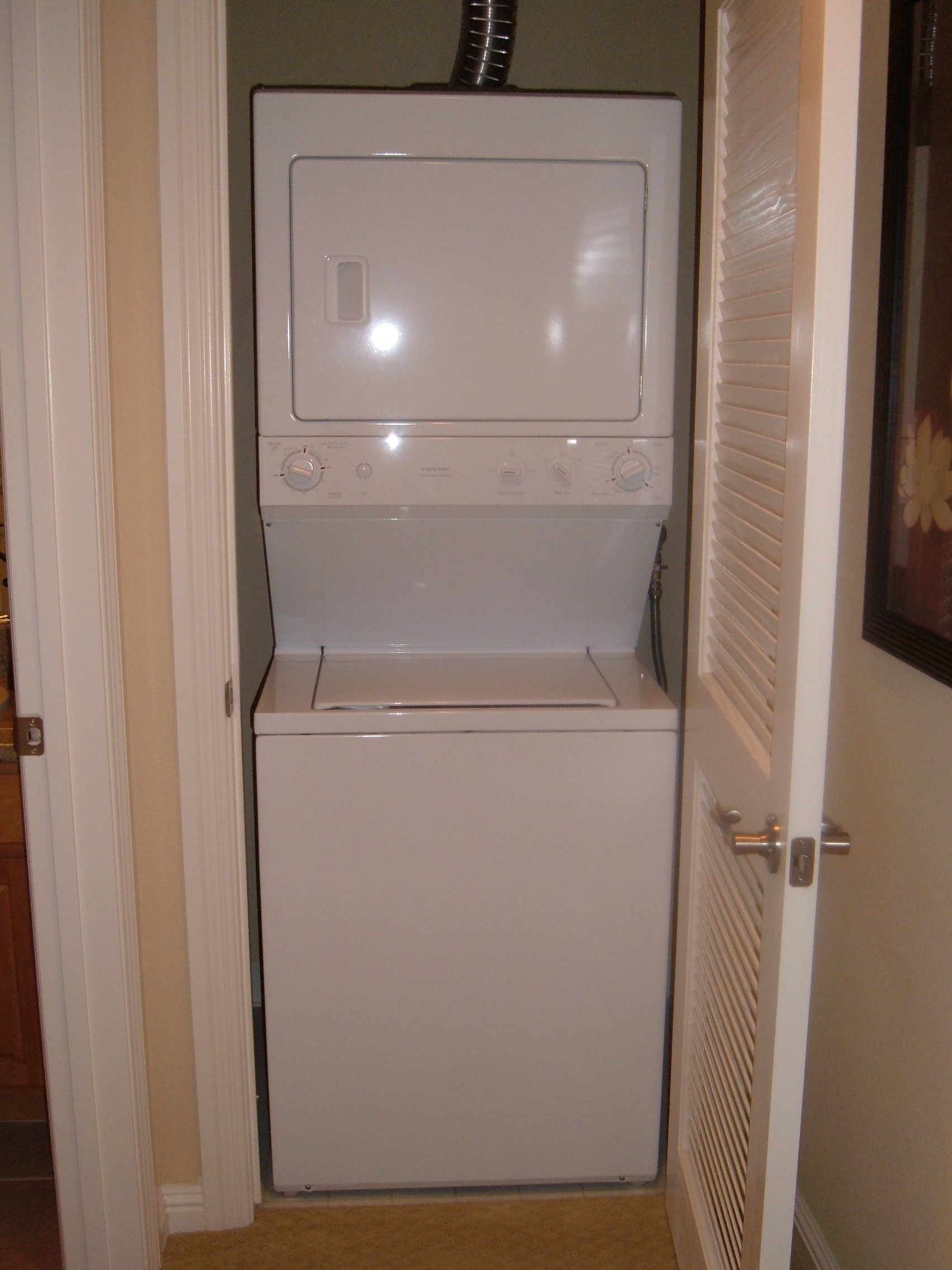
洗濯機（下）と乾燥機（上）（米・GE製）

衣類乾燥機はもともと欧米で普及した家電であり、特にアメリカ、カナダではその普及率は洗濯機の7割と言われている
特にアメリカでは、家庭の8割で、週に1回はタンブル乾燥機を使う。一方、ヨーロッパでは使用頻度は北米に比べて少なく、ヨーロッパで最も乾燥機が普及しているデンマークでも、28%しかタンブル乾燥機を使っていないという。ヨーロッパでは、屋外に干すことも一般的である。なお、欧米では、日本で見られる浴室乾燥機は、ほとんど普及していない。これは、欧米の家屋は、トイレと風呂場が一体化しているのが通常で、日本のように分かれていないことが原因である。
日本でも冬になると日照時間が短くなることや、洗濯物を干すのに十分な広さの空間が確保できないという住宅事情などもあって急速に普及した。花粉症対策としても有効である。台枠を用いて洗濯機の上部に設置する例が多い。洗濯機と一体化したものは洗濯乾燥機と呼ばれる。

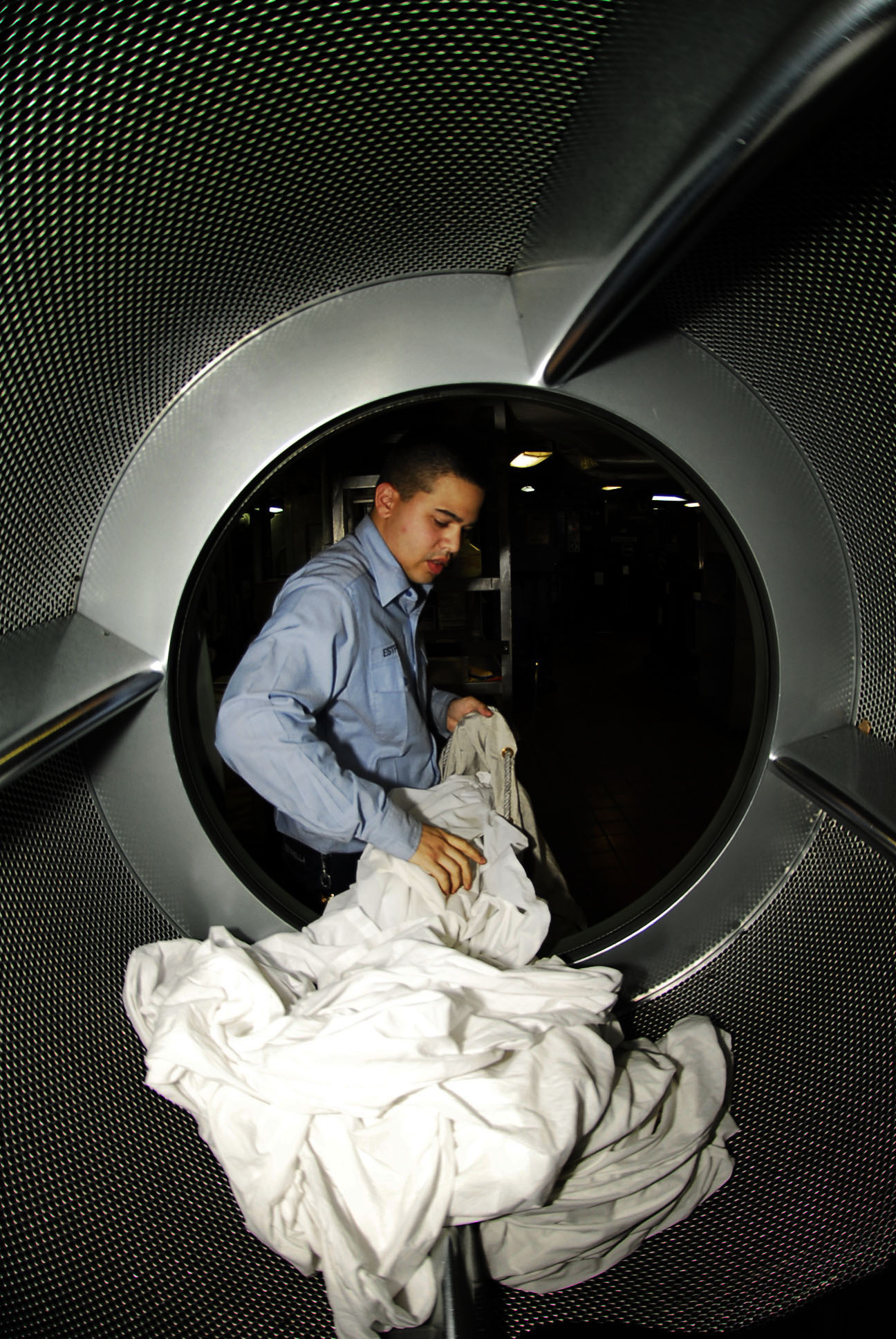
洗濯物の取り出し

内部には回転するドラムがあり、正面のドア（扉）を開けて洗濯物を投入する。スイッチを入れると、ヒーター（発熱体）によってドラム内の温度が上昇し、洗濯物に含まれる水分を蒸発させる。乾燥機の運転中にドアを開けると、自動的に運転が停止するよう安全装置が付いている。
ヒーターの熱源としては電気（電熱またはヒートポンプ）もしくはガス燃料が用いられる。おおむねガスの方が乾燥に要する時間が短く、かつ安価である。乾燥機の運転中のドラム内温度は、室温より10℃高い程度という比較的低温なものから、65℃、70℃、中には100℃に達するものもある。合成繊維など熱に弱い素材を用いた衣類の取り扱いには注意が必要である。しわが付きやすい衣類は乾燥時間を短くし、生乾きの状態でハンガーに掛けて干すと仕上がりがよい。また、洗濯で落としきれなかった油分（食用油・機械油など）を含む衣類を投入した場合、熱で油分が酸化・自然発火し、火災の原因にもなりうるので特に注意が必要である。
乾燥機内で蒸発した水分を機外に排出する方式としては、高温のまま排出する排気形、排気を冷却・凝縮して水に戻して排出する凝縮形がある。排気経路上にはフィルター（エアフィルタ）が付いており、これに糸くずが詰まると乾燥効率が悪化することから、こまめなフィルター清掃が必要である。このほか、洗濯物はよく脱水しておき、詰め過ぎず、少な過ぎず、適量を乾燥機にかけることも省エネルギーの観点から大切である。衣類乾燥機を廃棄する際は家電リサイクルの対象となっている点に注意が必要である（特定家庭用機器再商品化法）。対象は電気・ガス両方であるが、布団乾燥機や業務用機器は対象外である。

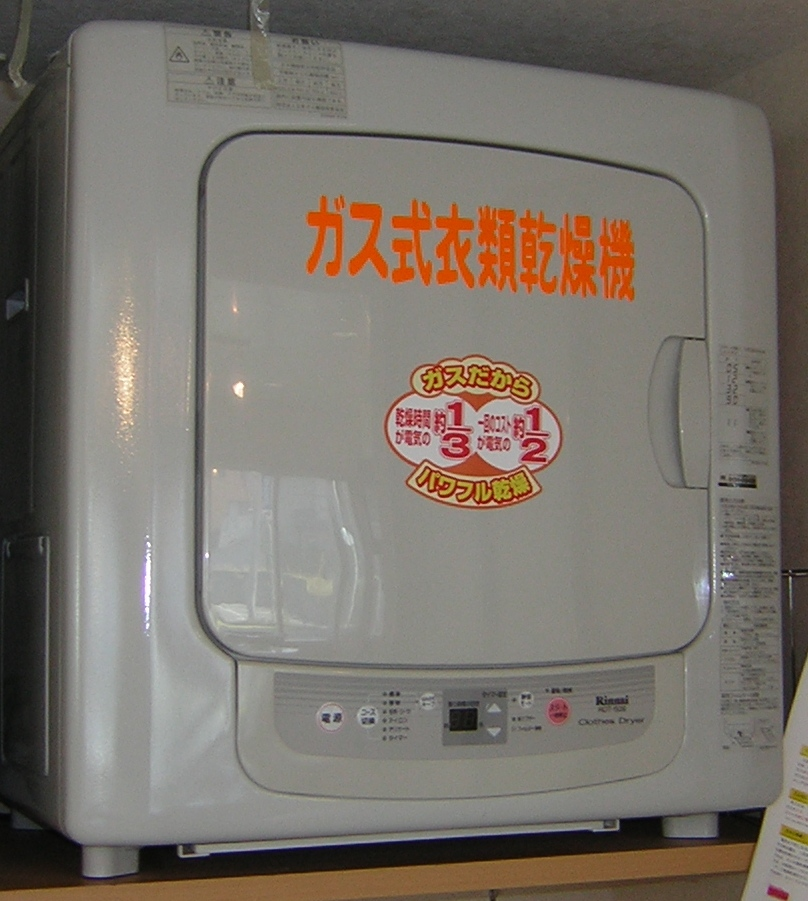
ガス乾燥機（リンナイ製） ガス機器であるが、商用電源を別途必要とする。
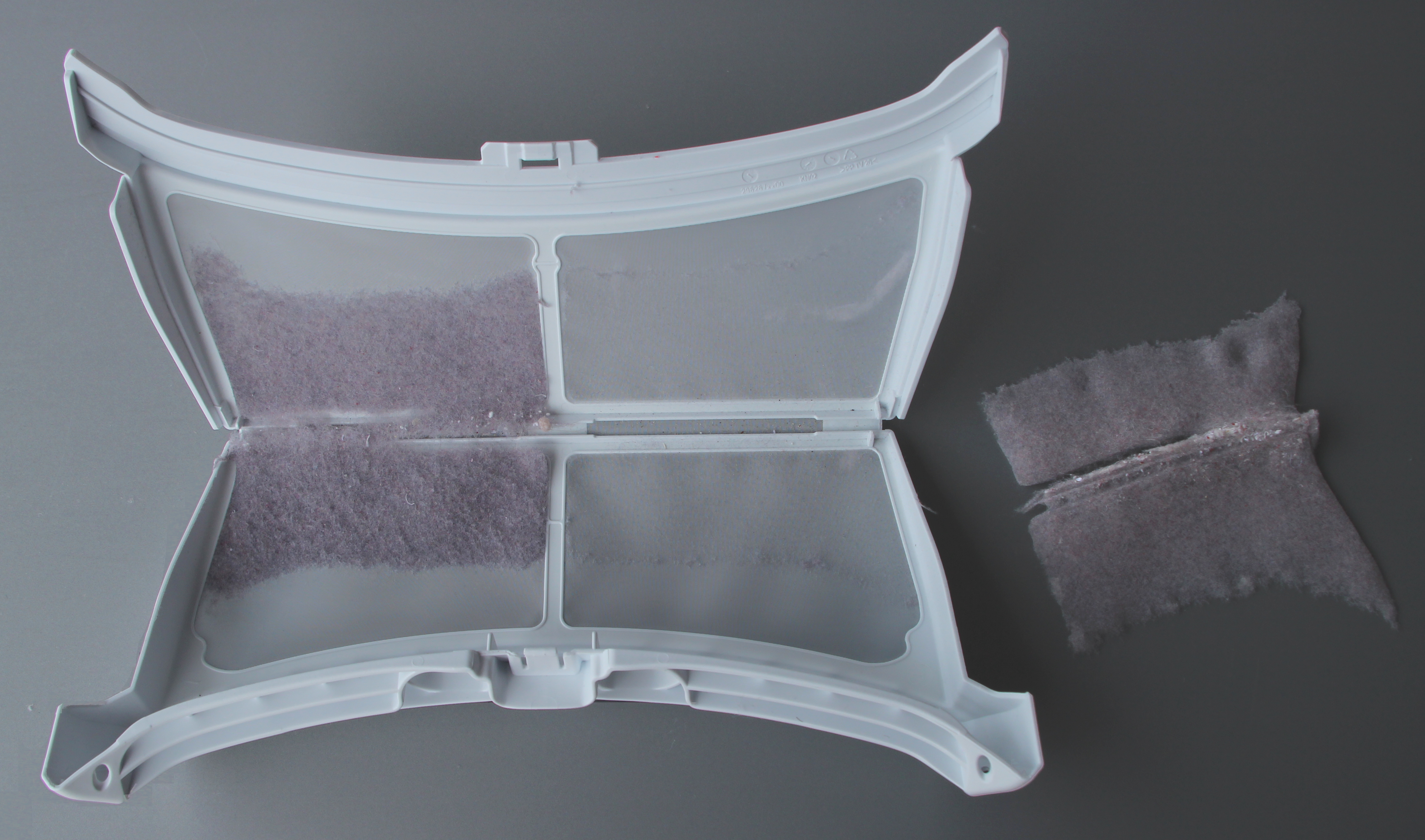
フィルターにたまった糸くず
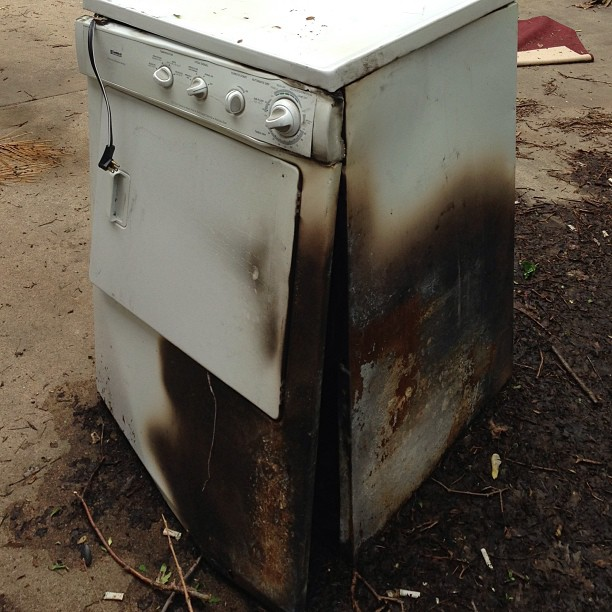
焼損した乾燥機（イメージ）

## コインランドリー

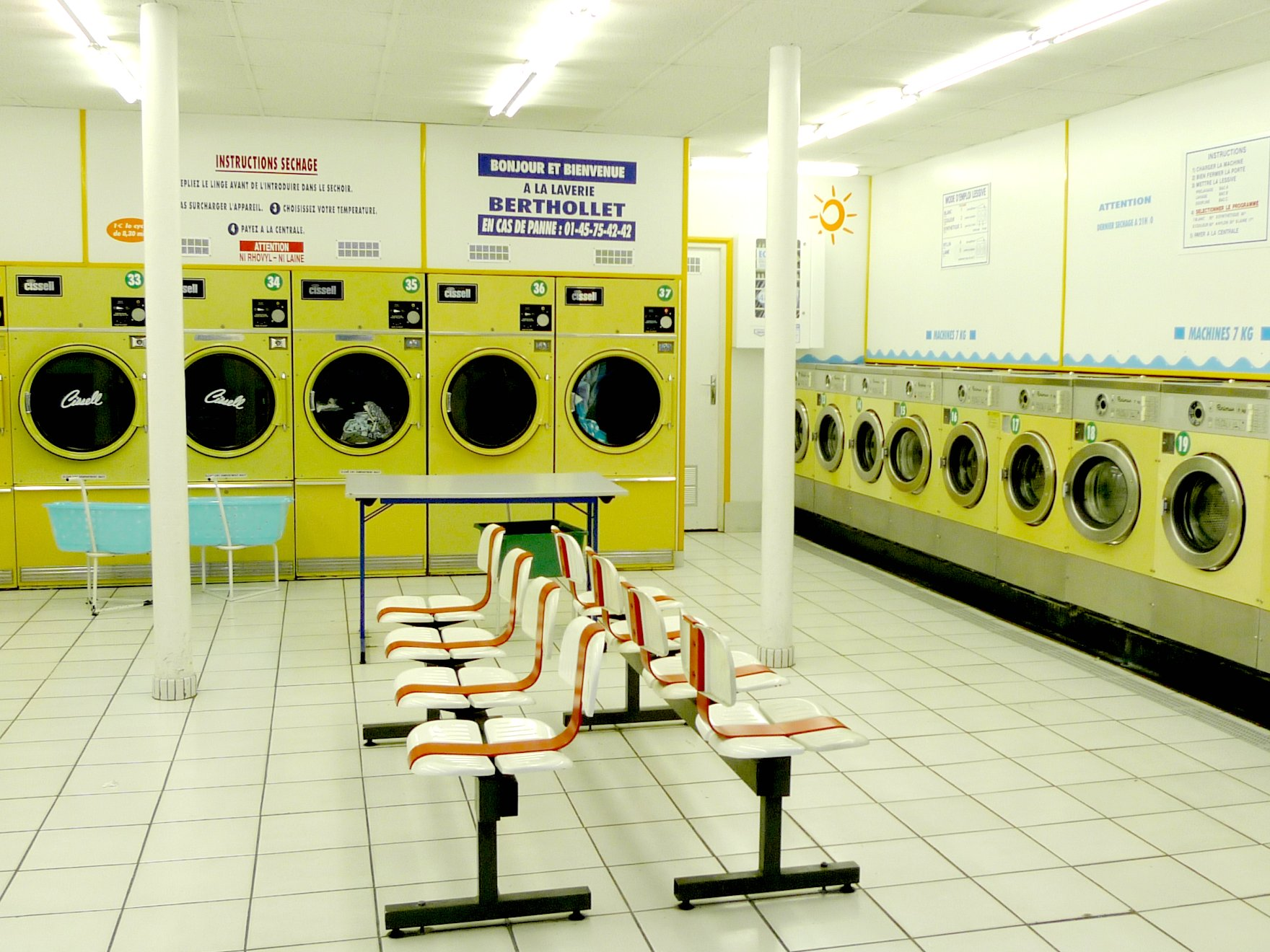
コインランドリー（フランス・パリ）

街中のコインランドリーでは大型の洗濯機や衣類乾燥機が設置されており、機器ごとに所定の料金を投じて利用する。衣類乾燥機の場合、100円あたり約10分間の運転が可能であるただし、ここで紹介した価格は一例であり、日本全国の相場ではない。

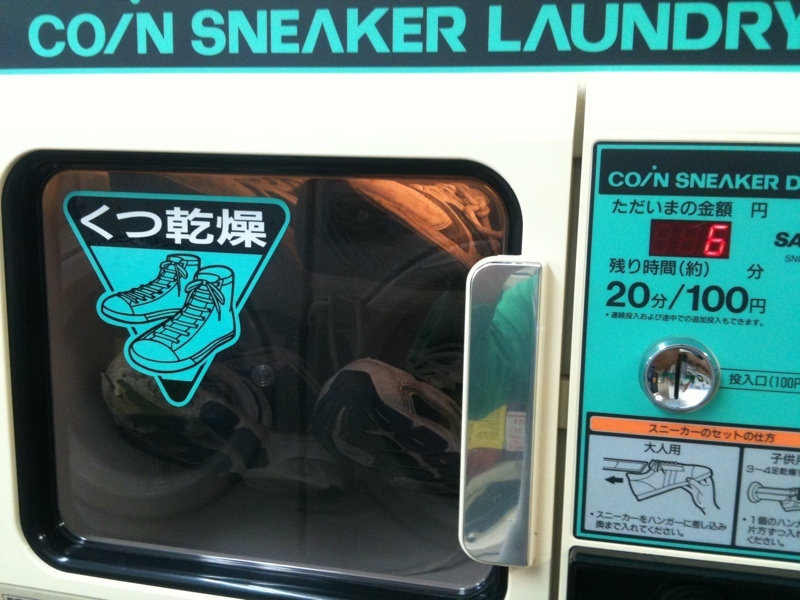
靴用乾燥機

## その他
- 1月28日は、日本電機工業会によって衣類乾燥機の日に制定されている。「衣類ふんわり」の語呂合わせによる[11]。